# Ein Regenbogen zu Weihnachten
Ein Regenbogen zu Weihnachten ist ein deutscher Fernsehfilm der Regisseurin Esther Gronenborn aus dem Jahr 2023. Der Weihnachtsfilm basiert auf einem Drehbuch von Autor Christoph Silber und handelt von der Leipziger Tierärztin Nicole, die kurz vor Weihnachten die Kinder ihres neuen Partners Martin kennenlernt, welche die Beziehung der beiden auf die Probe stellen.

## Handlung
Tierärztin Nicole und Vertriebsmitarbeiter Martin führen seit einem Jahr eine offene Beziehung. Als Nicole dem verwitweten Martin deutlich macht, dass sie sich Verbindlichkeit wünscht und seine Familie kennenlernen möchte, beschließt er, sie erstmals seinen Kindern, der 13-jährigen Juli und dem 17-jährigen Kris, vorzustellen. Das erste gemeinsame Abendessen stößt jedoch auf wenig Gegeninteresse: Die beiden Teenager geben sich Nicole gegenüber distanziert. Nicole bittet Martin daraufhin um Abstand. Martin, der über ihre Entscheidung enttäuscht ist, lädt sie dennoch zum gemeinsamen Skiurlaub in den Bergen ein und obwohl sie zunächst abwägt, die Feiertage mit ihrer freiheitsliebenden Mutter Diana in Leipzig zu verbringen, beschließt Nicole, Martin doch noch eine Chance zu geben, und reist der Familie kurzerhand hinterher.
Vor Ort angekommen schließt Martin Nicole freudig in seine Arme und von ihrer Aktion ermutigt, gesteht er seinen Kindern gegenüber ein, dass sie schon länger ein Paar sind. Die beiden zeigen sich von dem Geständnis unbeeindruckt, zumal Nicole Julie mit ihrem Hund Noël und Kris mit den von ihr mitgebrachten Snowboards eine Freude machen kann. Als Kris sich bei der Abfahrt vor den Augen seines Schwarms Tü jedoch den Fuß bricht und Julie, die Nicole zuvor ermutigt hatte, der Nachbarin Yella ihre Gefühle zu gestehen, von dieser zurückgewiesen wird, zeigen die Kinder ihr plötzlich die kalte Schulter. Als Noël zudem noch zeitweise ausbüchst, packt Nicole ihre Koffer und reist ab. Juli muss daraufhin erkennen, dass ihr Verhalten falsch war. Sie überredet Kris dazu, Nicole hinterher zu fahren, und sie können sie überreden, mit ihnen zurückzukommen. Gemeinsam begeht die Patchworkfamilie die Weihnachtsfeiertage.

## Hintergrund

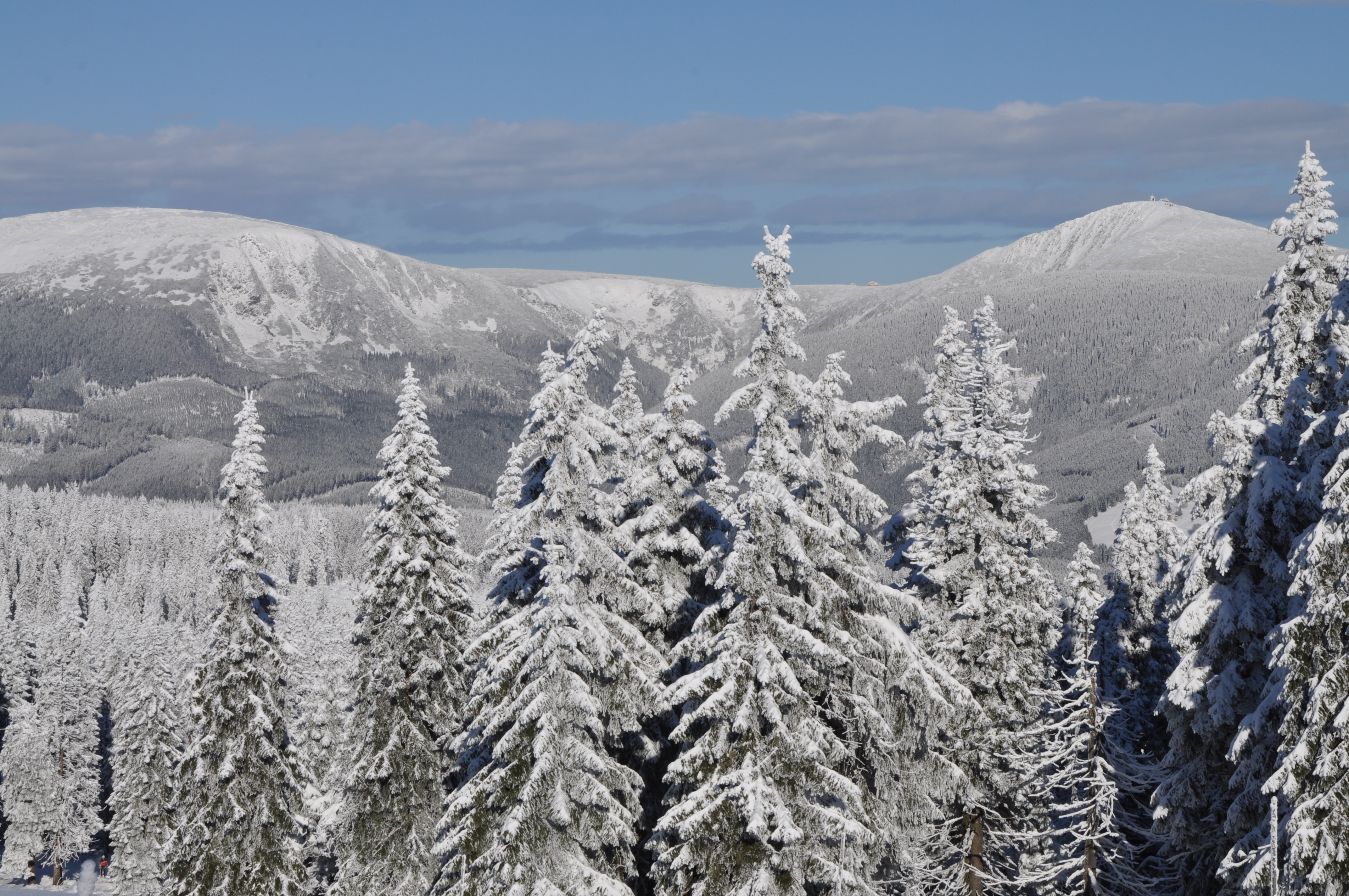
Die tschechische Schneekoppe fungierte neben Leipzig als Hauptspielort.

Ein Regenbogen zu Weihnachten wurde von Producers at Work im Auftrag des ZDF hergestellt. Das Drehbuch zum Film steuerte Christoph Silber bei, der in seinem Skript den Tod seiner im Jahr 2013 verstorbenen Frau Joleita Reed sowie das Kennenlernen seiner zweiten Frau, Schauspielerin Tracey Graves, verarbeitet. So wirkten neben Graves auch Silbers Kinder am Drehbuch mit. Für die Regie konnte die Produktionsfirma Esther Gronenborn gewinnen. Producerin Magdalena Frau beschrieb das Projekt als „besonderen Weihnachtsfilm, weil er sehr nah und authentisch die Liebesgeschichte von Nicole und Martin erzählt. Wir wollten eine moderne Liebesgeschichte, keine typische Rom-Com vor weihnachtlicher Kulisse voller Genre-Klischees“.
Die Dreharbeiten fanden vom 8. bis 30. März 2023 in Tschechien statt, darunter das Skigebiet Schneekoppe sowie die Landeshauptstadt Prag, die Pate für den im Drehbuch festgelegten Spielort Leipzig stand. Der Arbeitstitel der Produktion lautete Die geschenkte Familie. Während Magdalena Frau als Producerin in Erscheinung trat, agierte Christian Popp als Produzent. Das ZDF stellte wiederum Wolfgang Grundmann als Redakteur und Sivia Hamam als Produktionsmanagerin. Die tschechische Mia Film führte daneben als Service zusätzlich Produktion aus. Für das Casting konnte Uwe Bünker, für den Schnitt Ulrike Leipold, für das Licht Martin Tichý und für den Ton Pavel Bělohlávek verpflichtet werden. Der Tschechische Staatsfonds der Kinematografie unterstützte das Projekt überdies finanziell.
Für die musikalische Untermalung des Films zeigte sich Komponist Gert Wilden junior verantwortlich. Als Musikberaterin stand Milena Fessmann zur Verfügung. Zu den Weihnachtsliedern, die neben Wildens Filmmusik im Laufe des Films zu hören sind, gehören Sias „Snowman“, Coldplays „Christmas Lights“, Justin Biebers „Mistletoe“, The Ramones’ „Merry Christmas (I Don't Want to Fight Tonight)“ sowie eine Choraufname von „Stille Nacht, heilige Nacht“ und eine instrumentale Interpretation von „Es ist ein Ros entsprungen“. Daneben wurden die beiden Liedern "Take Yourself Home" und "The Good Side" des australischen Sängers Troye Sivan, "Ghost Town" der britischen Skaband The Specials sowie "Evergreen (You Didn't Deserve Me at All)" des US-amerikanischen Sängers Omar Apollo verwendet.

## Kritiken

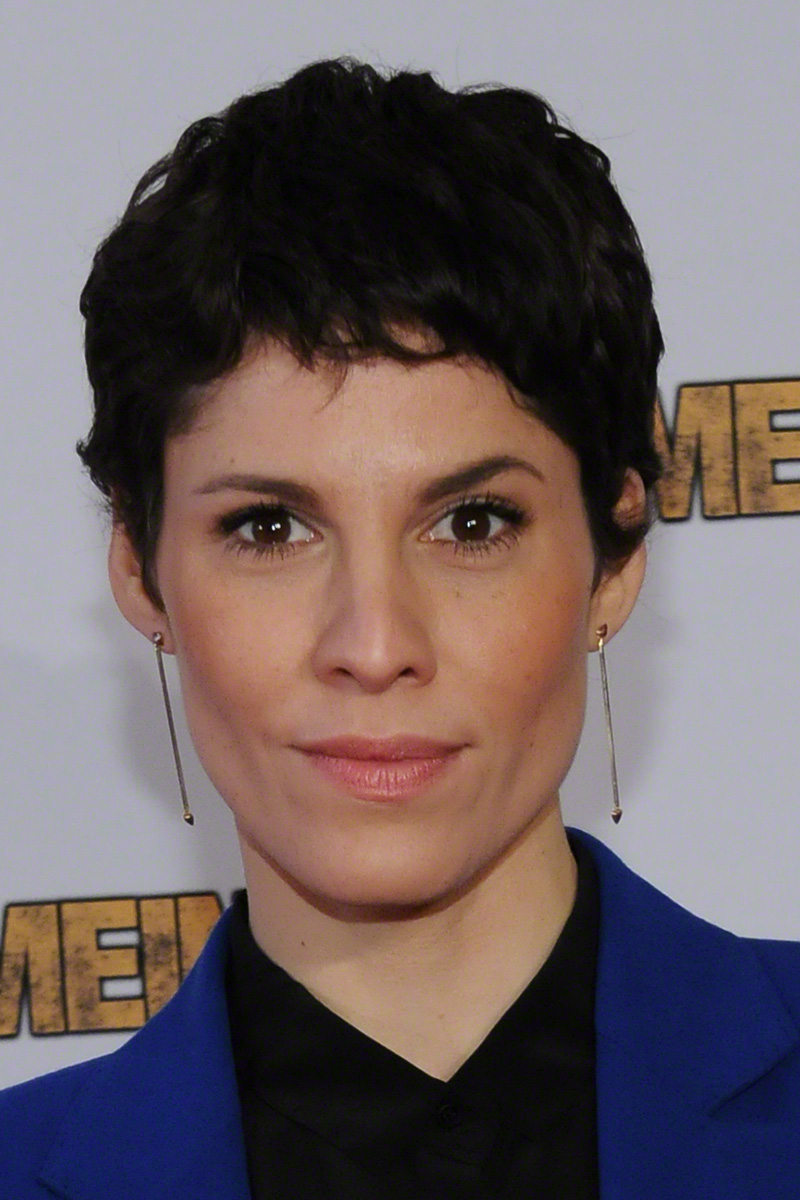
Das Ensemble um Jasmin Gerat erhielt vornehmlich positive Kritiken für sein Spiel.

Rainer Tittelbach resümierte in seiner Rezension auf Tittelbach.tv, dass Jasmin Gerat und Maximilian Brückner sich „als Liebespaar mit Hindernissen alle Mühe“ gäben. Auch „die beiden jungen Mitwirkenden machen ihre Sache ebenfalls gut. Dass Regenbogen zu Weihnachten trotzdem nicht ganz den Zauber vieler anderer Romanzen dieser Art weckt, liegt neben den mitunter allzu abrupten Handlungswendungen auch an einigen unnötigen Zuspitzungen.“ So verzichte Produktion zwar auf den „üblichen Christmas-Pop. Ansonsten bedient der Film mit seinen Bildern vom Leipziger Weihnachtsmarkt, ganz viel Winter-Wonderland und heimeligen Innenaufnahmen durchaus die Erwartungen“ an Weihnachtsklischees sowie von Fans von Romantischen Komödien.
Katharina Zeckau von der Katholischen Nachrichten-Agentur urteilte, „die Story mit ihrem Hin und Her nicht ganz“ überzeuge und „gelegentlich etwas konstruiert“ wirke. Schade sei „zudem, dass Leipzig als Spielort des ersten Filmdrittels sowohl optisch wie auch phonetisch vollkommen austauschbar erscheint. Diese Scharten können die in sich stimmigen Figuren und ihre guten Darsteller allerdings ein ganzes Stück weit auswetzen – neben Gerat und Brückner überzeugen vor allem die jugendlichen Schauspieler Louis Eitner und Sophie Paasch. Schön schillernd gezeichnet ist zudem die Beziehung zwischen Nicole und ihrer Mutter, letztere gespielt von der unverwüstlichen Sabine Vitua mit ihrem großen komischen Talent.“
Leon Frank von Queer.de empfand, dass sich die Figuren ständige zwischen Entscheidungen und Konversationen bewegten, jedoch „nur im Off-Screen bei sich selbst“ seien. Das sei „schade, denn ein bis zwei Storylines weniger hätten den Raum geschaffen, sich zum Beispiel tiefer und intensiver mit Julis Gefühlen zu beschäftigen. Der Film versucht, seine Figuren besonders realitätsnah zu zeichnen, doch der ambitionierte Versuch schwingt etwas zu sehr in Stereotype über. Und so bleibt Ein Regenbogen zu Weihnachten ein Film, der zwar vieles anspricht, aber das meiste nicht weiter behandelt“.
Film-Rezensionen.de-Kritiker Oliver Armknecht befand, dass der Spielfilm zwar „lebensnahe Situationen“ porträtiere, jedoch „Mängel [...] bei der Figurenzeichnung und den übertriebenen Konflikten“ aufweise. Dann und wann gelinge es dem Drama „ganz gut“ ein kompliziertes Familiengefüge „anschaulich zu beschrieben“, doch Drehbuchautor Christoph Silber habe „keine erkennbaren Ambitionen, über diese Allgemeinplätze hinauszugehen“. Insbesondere die beiden jugendlichen Hauptfiguren „sind schon sehr stereotyp“ und ärgerlich sei „zudem, wie da zum Zweck der dramatischen Zuspitzung irgendwelche Konflikte aus heiterem Himmel hereinbrechen oder Persönlichkeiten extreme Schwankungen haben“.
Christian Lukas von Quotenmeter.de beschrieb die Produktion als „vorhersehbare Geschichte über Menschen, die einander auf einer für sie ganz neuen emotionalen Ebene näherkommen. Ein Feelgood-Movie, das auf allzu viel Überraschungen und große Aufreger verzichtet.“ Das katholische Online-Portal Filmdienst urteilte: „Die weihnachtliche Liebeskomödie wirkt durch viel Hin und Her recht konstruiert und setzt auf einen wechselhaften Umgang mit inszenierter wie erzählter Zeit. Stimmig gezeichnete Figuren und die guten Darsteller gleichen dies streckenweise wieder aus“. Die Redaktion von TV Spielfilm schrieb: „Die Kekse bunt, der Cast toll, die Story altbacken“.

## Veröffentlichung
Ein Regenbogen zu Weihnachten wurde am 16. November 2023 in der ZDFmediathek zum Streaming veröffentlicht. Die Free-TV-Premiere folgte am 17. Dezember 2023 im ZDF. Mit 3,71 Millionen Zuschauern und 12,4 Prozent Marktanteil avancierte der Spielfilm an diesem Tag nach Polizeiruf 110: Nur Gespenster zum zweitmeistgesehenen Format in der Hauptsendezeit. In der werberelevanten Zielgruppe wurde ein Marktanteil von 5,1 Prozent erzielt.